# Marie-Léonie Paradis
Virginie-Alodie (L'Acadie, Canadá, 12 de mayo de 1840 - 3 de mayo de 1912) conocida por su nombre de religiosa como Marie-Léonie Paradis (María Leonia Paradis) fue una religiosa canadiense fundadora de las Pequeñas Hermanas de la Sagrada Familia. Fue declarada santa por el Papa Francisco el 20 de octubre de 2024.

## Datos biográficos
Marie-Léonie Paradis, nacida el 12 de mayo de 1840 en L'Acadie, Canadá. Bautizada con el nombre Virginie Alodie, era la única mujer entre seis hermanos en una familia sencilla dedicada a actividades rurales. Desde temprana edad, demostró vocación religiosa y, a los nueve años, ingresó a la Congregación de las Hermanas de Notre-Dame en Laprairie. A los catorce, en agosto de 1857, se unió al convento de las Marianitas de Santa Cruz en Saint-Laurent, adoptando el nombre de Sor María de Santa Leonia.
Durante su tiempo como religiosa, Sor María de Santa Leonia se destacó como profesora en Montreal hasta 1862. Posteriormente, pasó ocho años en el Orfanato de San Vicente de Paúl en Nueva York. En 1870, se unió a la comunidad de las Hermanas de la Santa Cruz en América y en 1874 fue enviada a Memramcook (New Brunswick, Canadá) para dirigir el grupo de hermanas en el Colegio San José.
Su corazón generoso y su sencillez atrajeron la atención de muchas jóvenes, y en 1880 fundó el instituto de Las Pequeñas Hermanas de la Sagrada Familia. Su misión era apoyar el sacerdocio y a los religiosos de la Santa Cruz en la obra educativa. En 1880, el Capítulo General de los religiosos de la Santa Cruz permitió que el instituto se organizara de forma autónoma bajo la dirección de Sor María. En 1905, el Papa Pío X aprobó el hábito religioso que Sor María había diseñado para las jóvenes. Con el tiempo, las Pequeñas Hermanas de la Sagrada Familia sirvieron a diversas comunidades y al clero diocesano, expandiéndose a más de cuarenta casas.
El 3 de mayo de 1912, a la edad de 72 años, Sor María Leonia Paradis recibió la aprobación de la Regla de las Pequeñas Hermanas de la Sagrada Familia, algo que esperó durante más de dos décadas. Esa misma noche, después de compartir la cena con sus hermanas, falleció.

## Espiritualidad
La beata Marie-Léonie  dedicó su vida religiosa al apoyo material y moral de los sacerdotes en la educación de los jóvenes. Inspirada por  el ejemplo de María y otras mujeres fieles, buscaba servir a Cristo colaborando con los sacerdotes y mejorando la vida de los estudiantes. Fundó las Pequeñas Hermanas de la Sagrada Familia para dar oportunidades a jóvenes de familias pobres mediante la vida religiosa. Su fe la llevó a ver y servir a Cristo en la persona del sacerdote, reconociendo la dimensión espiritual del sacerdocio. Aconsejaba a sus Hermanas centrarse en la generosidad y valentía en el servicio a Dios a través de los sacerdotes. Su generosidad se extendía más allá de su comunidad religiosa, respondiendo sin dudar a todas las necesidades, ayudando a enfermos y acogiendo a religiosas forzadas a abandonar Francia. Su espíritu misionero la llevó a adoptar a una joven mujer bereber, cuyo hijo se convirtió en el primer sacerdote de su grupo étnico.
El Obispo Paul LaRocque la describió como una mujer del corazón, siempre lista para dar amor. La misión principal, según ella, era ayudar al sacerdote en los aspectos temporal y espiritual, demostrando amor mutuo y amor a todas las personas. Su vida fue un testimonio supremo de entrega y amor en el servicio a Dios y a la comunidad.

## Beatificación y canonización
En un emotivo gesto, el papa Juan Pablo II la beatificó el 11 de septiembre de 1984, durante su visita a Canadá. La ceremonia tuvo lugar en Jarry Park (Montreal), donde descansan los restos de la beata María Leonia Paradis, dejando un legado de alegría, sencillez y hospitalidad en la vida religiosa y educativa. El Papa Francisco, el 24 de enero de 2024, dispuso al Cardenal Marcello Semeraro, Prefecto del Dicasterio para las Causas de los Santos que se emitiera el decreto de un nuevo milagro de la beata. El 20 de octubre de 2024 el papa Francisco la canonizó en la Plaza de San Pedro, junto a otros beatos.